# Reimer Gronemeyer

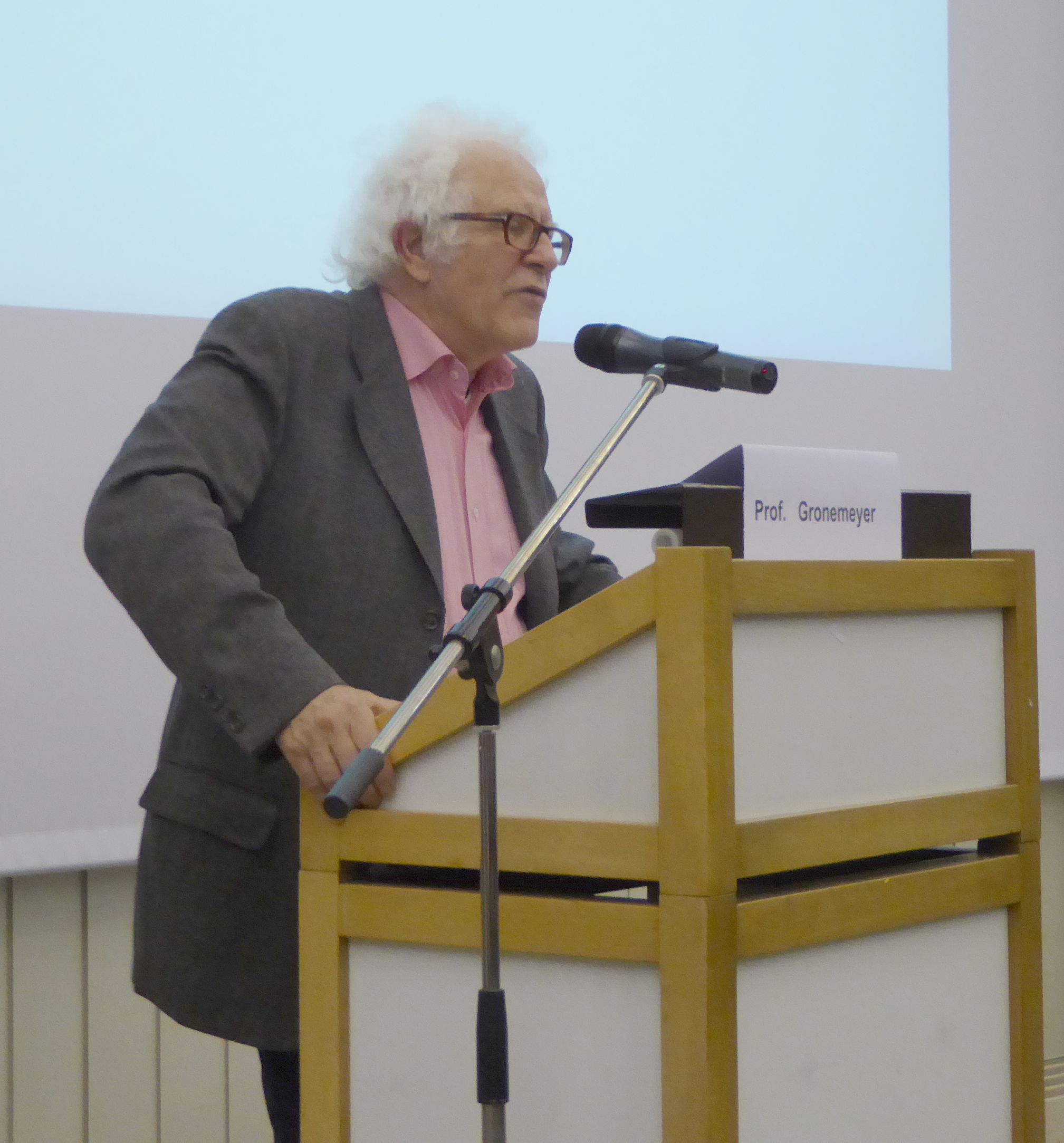
Reimer Gronemeyer bei einem Vortrag in Stuttgart-Bad Cannstatt, organisiert von der Initiative Demenzfreundliches Bad Cannstatt demenzfreundliches-bad-cannstatt.de am 25. Januar 2016

Reimer Gronemeyer  (* 4. Juli 1939 in Hamburg) ist ein deutscher Theologe, Soziologe und Hochschullehrer.

## Leben
Gronemeyer studierte zunächst evangelische Theologie in Hamburg, Heidelberg und Edinburgh. 1971 wurde er mit einer Arbeit zu den Paulusbriefen promoviert und war danach Pfarrer in Hamburg. Danach studierte er Soziologie und wurde 1973 mit einer Arbeit zu Fragen der betrieblichen und gesellschaftlichen Partizipation promoviert. Gronemeyer war Assistent an den theologischen Fakultäten in Mainz (bei Gerhard Sauter) und Bochum.
Seit 1975 ist er Professor für Soziologie an der Justus-Liebig-Universität in Gießen. In seiner Forschung beschäftigt er sich mit den Fragen des Alterns in der Gesellschaft. Sein Schwerpunkt liegt seit Mitte der 1990er Jahre auf Demenz, der Hospizbewegung und der Palliative Care. Er engagiert sich auch in einer Reihe von Vereinen und Stiftungen zu diesen Fragen.
Reimer Gronemeyer ist mit der Erziehungswissenschaftlerin Marianne Gronemeyer verheiratet.

## Engagement
- Vorstandsvorsitzender der Aktion Demenz e. V., Gießen[1]
- Vorstandsvorsitzender von Pallium – Forschung und Hilfe für soziale Projekte e. V., Gießen[2]
- Mitglied im Stiftungsrat der Deutschen Hospiz- und Palliativstiftung, Berlin[3]
- Mitglied im wissenschaftlichen Beirat des Deutschen Hospiz- und PalliativVerbands e. V., Berlin[4]
- Mitglied des Kuratoriums im Hospiz Mittelhessen e. V., Wetzlar[5]

## Werke (Auswahl)

### Ganzschriften
- Die Abgelehnten. Warum Altersdiskriminierung unserer Gesellschaft schadet. Droemer, München 2025, ISBN 978-3-426-65988-5.
- Nichts funktioniert mehr. Welche Chance! Vom Ende der Dienstleistungsgesellschaft. Edition Einwurf, Rastede 2024, ISBN 978-3-89684-717-1.

- (mit Oliver Schultz): Die Rettung der Pflege. Wie wir Care-Arbeit neu denken und zu einer sorgenden Gesellschaft werden. Kösel-Verlag, München 2023, ISBN 978-3-466-37294-2.

- (mit Andreas Heller): Suizidassistenz? Warum wir eine solidarische Gesellschaft brauchen! Der Hospiz Verlag, Esslingen 2021, ISBN 978-3-946527-41-1.

- Die Schwachen zuerst. Lektionen aus dem Lockdown, München: Claudius Verlag, 2021, ISBN 978-3-532-62862-1.
- Der Niedergang der Kirchen: Eine Sternstunde? München: Claudius Verlag, 2020, ISBN 978-3-532-62852-2.
- Tugend. Über das, was uns Halt gibt. Edition Körber, Hamburg 2019, ISBN 978-3-89684-269-5.
- Das 4. Lebensalter: Demenz ist keine Krankheit. Pattloch München 2013, ISBN 3-629-13010-0.
- Der Himmel: Sehnsucht nach einem verlorenen Ort. München: Pattloch 2012, ISBN 3-629-02283-9.
- Ist Altern eine Krankheit? Wie wir die gesellschaftlichen Herausforderungen der Demenz bewältigen. Mit Rüdiger Dammann. Campus Verlag 2009, ISBN 3-593-38968-1.
- Sterben in Deutschland: Wie wir dem Tod wieder einen Platz in unserem Leben einräumen können. Fischer Verlag 2008, ISBN 3-596-18151-8.
- Der Kampf der Generationen. München: Deutsche Verlags-Anstalt 2004, ISBN 3-421-05752-4.
- Eiszeit der Ethik. Würzburg: Echter Verlag 2003, ISBN 3-429-02528-1.
- So stirbt man in Afrika an AIDS. Warum westliche Gesundheitskonzepte im Südlichen Afrika versagen. Eine Streitschrift. Frankfurt am Main: Brandes und Apsel 2002, ISBN 3-86099-756-4.
- Die 10 Gebote des 21. Jahrhunderts. Moral und Ethik für ein neues Zeitalter. München/Düsseldorf: Econ Verlag 1999, ISBN 3-430-13528-1.
- Die neue Lust an der Askese. Berlin: Rowohlt Verlag 1998, ISBN 3-87134-320-X.
- Alle Menschen bleiben Kinder. Düsseldorf: Metropolitan-Verlag 1996, ISBN 3-89623-029-8.
- Wozu noch Kirche? Berlin: Rowohlt Verlag 1995, ISBN 3-87134-210-6.
- Das Blut Deines Bruders. Die Zukunft der Gewalt. Düsseldorf: Econ Verlag 1993, ISBN 3-430-13529-X.
- Ohne Seele, ohne Liebe, ohne Hass. Vom Ende des Individuums und vom Anfang des Retortenmenschen. Düsseldorf: Econ Verlag 1992, ISBN 3-430-13531-1.
- Die Entfernung vom Wolfsrudel. Über den drohenden Krieg der Jungen gegen die Alten. Düsseldorf: Classen 1989, ISBN 3-546-43530-3.
- (mit Georgia A. Rakelmann): Die Zigeuner : Reisende in Europa ; Roma, Sinti, Manouches, Gitanos, Gypsies, Kalderasch, Vlach u. a. Köln : DuMont 1988, ISBN 3-7701-1854-5.
- (Hrsg.): Zigeuner im Spiegel früher Chroniken und Abhandlungen : Quellen vom 15. bis zum 18. Jh. Giessen : Focus 1987, ISBN 3-88349-336-8 (Reihe: Giessener Hefte für Tsiganologie; 1987).

### Herausgeberschriften
- Entprofessionalisieren wir uns! Ein kritisches Wörterbuch über die Sprache in Pflege und sozialer Arbeit. Zusammen mit Charlotte Jurk. Bielefeld: transcript 2017, ISBN 978-3-8394-3554-0.
- Die Geschichte der Hospizbewegung in Deutschland. Zusammen mit Andreas Heller, Sabine Pleschberge und Michaela Fink. Ludwigsburg: Hospiz Verlag 2012, ISBN 978-3-941251-53-3.
- Demenz und Zivilgesellschaft – eine Streitschrift. Zusammen mit Peter Wißmann und Thomas Klie. Frankfurt am Main: Mabuse-Verlag 2008, ISBN 978-3-940529-16-9.
- Helfen am Ende des Lebens: Hospizarbeit und Palliative Care in Europa. Wuppertal: Hospiz-Verlag 2004, ISBN 3-9810020-0-8.
- Wohin mit den Sterbenden? : Hospize in Europa – Ansätze zu einem Vergleich. Münster: Lit Verlag. ISBN 3-8258-6011-6.
- Jugend und Gewalt: der neue Generationenkonflikt oder der Zerfall der zivilen Gesellschaft  Reinbek: Rowohlt Verlag 1993, ISBN 3-499-13352-0.
- Der faule Neger. Vom weißen Kreuzzug gegen den schwarzen Müßiggang. Reinbek: Rowohlt Verlag 1991, ISBN 3-499-13071-8.